# 渡辺剛 (サッカー選手)
渡辺 剛（わたなべ つよし、1997年2月5日 - ）は、埼玉県出身のプロサッカー選手。エールディヴィジ・フェイエノールト所属。ポジションはディフェンダー（センターバック）。日本代表。

## 略歴

### プロ入り前
FC東京の下部組織出身。FC東京U-15深川では中盤でプレーしていたが、中学卒業時で身長が160cmほどと小柄で、FC東京U-18には昇格できず山梨学院大学附属高校に進学。すると1年次に身長が20cm以上伸びるなど体格面が急成長し、吉永一明監督によりセンターバックへとコンバートされ試合に連続起用されるなど頭角を現す。また、センターバックでやっていくならヘディングを極めようと日々の自主練習でヘディングの強化を続けた。
高校3年生次には、第93回全国高等学校サッカー選手権大会に出場、優秀選手の一人に選ばれた。
高校卒業後は中央大学に進学し、1年生からレギュラーに定着した。2018年7月19日、FC東京に加入内定及び特別指定選手登録されたことが発表され、J3リーグに出場を果たした。

### FC東京
2019年よりFC東京に入団。ルヴァンカップ第1節の柏レイソル戦で先発デビューを果たすとプロ入り初得点を決めた。4月28日、第9節の松本山雅FC戦でリーグ戦デビューを果たした。センターバックでレギュラー出場していたチャン・ヒョンスを手本とし、行動を共にすることで吸収したものが多かったという。8月24日、第24節の北海道コンサドーレ札幌戦でJ1初ゴールを記録。

### コルトレイク
2021年12月28日、ベルギーのKVコルトレイクに完全移籍で加入した。2年目の2022-23シーズンではベルギー1部のフィールドプレイヤーの中で唯一の全試合フル出場を達成、インターセプト数313回、タックル勝率82%、チャレンジ勝利数350回、守備時空中戦202回とこれらの4部門でもリーグ1位の成績を残した。

### ヘント
2023年6月9日、ベルギーのKAAヘントに完全移籍で加入した。

### フェイエノールト
2025年7月23日、オランダのフェイエノールト・ロッテルダムに完全移籍で加入した。契約は2029年夏までの4年間で移籍金は900万ユーロ（約15億円）と報じられている。

### 代表
2019年12月にはEAFF E-1サッカー選手権2019に出場する日本代表に初選出され、12月14日の香港戦で代表初出場。
東京オリンピックの代表候補であったがクラブで不調だったこともありメンバー入りはならなかった。

## 所属クラブ
- 大袋FC
  - FC東京サッカースクール
  - FC東京サッカースクール アドバンスクラス 深川コース
- FC東京U-15深川
- 山梨学院中学高等学校
- 中央大学
  - 2018年7月 - 同年12月 FC東京（特別指定選手）
- 2019年 - 2021年  FC東京
- 2022年 - 2023年6月  KVコルトレイク
- 2023年6月 - 2025年7月  KAAヘント
- 2025年7月 -  フェイエノールト

## 個人成績
| 国内大会個人成績 | 国内大会個人成績 | 国内大会個人成績 | 国内大会個人成績 | 国内大会個人成績                       | 国内大会個人成績 | 国内大会個人成績 | 国内大会個人成績 | 国内大会個人成績 | 国内大会個人成績 | 国内大会個人成績 | 国内大会個人成績 |
| 年度             | クラブ           | 背番号           | リーグ           | リーグ戦                               | リーグ戦         | リーグ杯         | リーグ杯         | オープン杯       | オープン杯       | 期間通算         | 期間通算         |
| 年度             | クラブ           | 背番号           | リーグ           | 出場                                   | 得点             | 出場             | 得点             | 出場             | 得点             | 出場             | 得点             |
| 日本             | 日本             | 日本             | 日本             | リーグ戦                               | リーグ戦         | リーグ杯         | リーグ杯         | 天皇杯           | 天皇杯           | 期間通算         | 期間通算         |
| ---------------- | ---------------- | ---------------- | ---------------- | -------------------------------------- | ---------------- | ---------------- | ---------------- | ---------------- | ---------------- | ---------------- | ---------------- |
| 2019             | FC東京           | 32               | J1               | 20                                     | 2                | 9                | 1                | 1                | 0                | 29               | 3                |
| 2020             | FC東京           | 4                | J1               | 28                                     | 2                | 3                | 0                | -                | -                | 31               | 2                |
| 2021             | FC東京           | 4                | J1               | 27                                     | 1                | 7                | 1                | 0                | 0                | 34               | 2                |
| ベルギー         | ベルギー         | ベルギー         | ベルギー         | リーグ戦                               | リーグ戦         | リーグ杯         | リーグ杯         | ベルギー杯       | ベルギー杯       | 期間通算         | 期間通算         |
| 2021-22          | コルトレイク     | 4                | ジュピラー       | 7                                      | 0                | -                | -                | -                | -                | 7                | 0                |
| 2022-23          | コルトレイク     | 4                | ジュピラー       | 34                                     | 1                | -                | -                | 2                | 0                | 36               | 1                |
| 2023-24          | KAAヘント        | 4                | ジュピラー       | 26                                     | 2                | -                | -                | 2                | 0                | 28               | 2                |
| 2024-25          | KAAヘント        | 4                | ジュピラー       | 27                                     | 2                | -                | -                | 1                | 0                | 28               | 2                |
| オランダ         | オランダ         | オランダ         | オランダ         | リーグ戦                               | リーグ戦         | リーグ杯         | リーグ杯         | KNVBカップ       | KNVBカップ       | 期間通算         | 期間通算         |
| 2025-26          | フェイエノールト | 4                | エールディヴィジ |                                        |                  | -                | -                |                  |                  |                  |                  |
| 通算             | 日本             | 日本             | J1               | 75                                     | 5                | 19               | 2                | 1                | 0                | 95               | 7                |
| 通算             | ベルギー         | ベルギー         | ジュピラー       | 94                                     | 5                | -                | -                | 5                | 0                | 99               | 5                |
| 通算             | オランダ         | オランダ         | エールディヴィジ | \|\|\|\|colspan="2"\|-\|\|\|\|\|\|\|\| |                  |                  |                  |                  |                  |                  |                  |
| 総通算           | 総通算           | 総通算           | 総通算           | 169                                    | 8                | 19               | 2                | 6                | 0                | 194              | 12               |

その他の公式戦
| 2018   | F東23  | 32     | J3     | 3 | 0 | 3 | 0 |
| 2019   | F東23  | 32     | J3     | 3 | 0 | 3 | 0 |
| 通算   | 日本   | 日本   | J3     | 6 | 0 | 6 | 0 |
| 総通算 | 総通算 | 総通算 | 総通算 | 6 | 0 | 6 | 0 |

- 2024年
  - ベルギーリーグ・プレーオフ 9試合0得点
- 2025年
  - ベルギーリーグ・プレーオフ 7試合0得点

- 2018年は特別指定選手

| 国際大会個人成績 | 国際大会個人成績 | 国際大会個人成績 | 国際大会個人成績 | 国際大会個人成績 |
| 年度             | クラブ           | 背番号           | 出場             | 得点             |
| AFC              | AFC              | AFC              | ACL              | ACL              |
| ---------------- | ---------------- | ---------------- | ---------------- | ---------------- |
| 2020             | FC東京           | 4                | 7                | 0                |
| 通算             | AFC              | AFC              | 7                | 0                |

- 2024年
  - UEFAヨーロッパカンファレンスリーグ予選 1試合0得点

## タイトル

### クラブ
中央大学
- 関東大学サッカーリーグ戦2部（2018年）

FC東京
- Jリーグカップ：1回（2020年）

### 個人
- 全国高等学校サッカー選手権大会・優秀選手（2015年）
- 関東大学サッカーリーグ戦2部・ベストイレブン（2018年）

## 代表・選抜歴
- 日本高校選抜
  - NEXT GENERATION MATCH（2015年）
  - デュッセルドルフ国際ユース大会（2015年）
- 関東大学選抜A
  - デンソーカップサッカー（2018年）
- U-22日本代表
  - ブラジル遠征（2019年）
  - キリンチャレンジカップ（2019年, 怪我で辞退）
- U-23日本代表
  - AFC U-23選手権（2020年）
- U-24日本代表
  - SAISON CARD CUP 2021（2021年）
- 日本代表
  - EAFF E-1サッカー選手権2019（2019年）
  - 2026 FIFAワールドカップ・アジア2次予選（2023年）
  - AFCアジアカップ2023（2024年）
  - 2026 FIFAワールドカップ・アジア3次予選（2025年）

### 試合数
- 国際Aマッチ 4試合 0得点（2019年-）

| 日本代表 | 国際Aマッチ | 国際Aマッチ |
| 年       | 出場        | 得点        |
| -------- | ----------- | ----------- |
| 2019     | 1           | 0           |
| 2023     | 1           | 0           |
| 2024     | 1           | 0           |
| 2025     | 1           | 0           |
| 通算     | 4           | 0           |

### 出場
| No. | 開催日         | 開催都市 | スタジアム                   | 対戦国         | 結果 | 監督   | 大会                                   |
| --- | -------------- | -------- | ---------------------------- | -------------- | ---- | ------ | -------------------------------------- |
| 1.  | 2019年12月14日 | 釜山     | 釜山九徳スタジアム           | 香港           | ○5-0 | 森保一 | EAFF E-1サッカー選手権2019             |
| 2.  | 2023年11月16日 | 吹田     | パナソニックスタジアム吹田   | ミャンマー     | ○5-0 | 森保一 | 2026 FIFAワールドカップ・アジア2次予選 |
| 3.  | 2024年1月24日  | ドーハ   | アル・トゥマーマ・スタジアム | インドネシア   | ○3-1 | 森保一 | AFCアジアカップ2023                    |
| 4.  | 2025年6月5日   | パース   | パース・スタジアム           | オーストラリア | ●0-1 | 森保一 | 2026 FIFAワールドカップ・アジア3次予選 |